# Brink
Pour les articles homonymes, voir Brink (homonymie).
Brink est un jeu de tir à la première personne édité par Bethesda Softworks et développé par Splash Damage, sorti le 10 mai 2011.
C'est le premier titre original développé par Splash Damage alors que leur anciennes productions faisaient partie de franchises ne comptant que des modes multijoueur.

## Synopsis
Dans un futur proche, les hommes construisirent une cité flottante : The Ark. Cette cité idéale autosuffisante ne produisant pas de pollution pouvait accueillir jusqu'à 5 000 habitants. Cependant, à la suite de la montée des eaux, elle dut héberger de nombreux réfugiés, sa population atteignant alors les 50 000 habitants. Les tensions croissantes entre les premiers habitants et les réfugiés virent la formation de deux factions : la Résistance et la Sécurité, luttant toutes deux pour le contrôle de la cité.

## Technologie
Le moteur utilisé pour le développement de Brink est une version lourdement modifiée d'id Tech 4 disposant d'un cadre de rendu actualisé avec un meilleur appui pour les CPU.

## Système de jeu
Brink est un jeu de tir à la première personne intégrant des éléments de parkour à la manière de Mirror's Edge par l'intermédiaire d'un système appelé SMART (de l'anglais Smooth Movement Across Random Terrain) permettant au joueur de se déplacer aisément dans un univers encombré de nombreux obstacles afin de progresser dans la mission ou pour mieux surprendre ses ennemis.
Brink intègre un mode histoire pouvant être joué en ligne jusqu'à 8 joueurs (les joueurs humains qui se connectent remplacent un personnage dirigé par l'IA). Le joueur peut alors créer son propre avatar totalement personnalisable et bénéficie de récompenses achetées grâce à l'expérience acquise pendant le jeu. 
Les joueurs se verront offrir des objectifs rapportant des points d'expérience une fois remplit. Quand un joueur choisit un objectif particulièrement important, les autres membres de l'équipe se verront proposer des objectifs complémentaires.

## Arrêt du support
Le 23 août 2017, faute de joueurs, l'équipe de développement rend Brink free-to-play et met disponible au téléchargement un outil de création de serveur communautaire. L'équipe éditrice abandonne quant à elle son support.